# Duomo Connection
Duomo Connection (en español: Conexión del Duomo) es el nombre atribuido por el fiscal de Milán Ilda Boccassini, a la investigación llevada a cabo entre 1989 y 1990 por la citada funcionaria pública, quien junto al juez Giovanni Falcone de Palermo, analizaron la penetración y las actividades de la mafia en Milán.
Estas investigaciones fueron dirigidas por la policía a cargo del operativo, mandatadas (guiadas) por el capitán Sergio De Caprio, que posteriormente condujo a la detención de un numeroso grupo de delincuentes de Sicilia y de su presunto jefe, el topógrafo Antonino Carollo (conocido como Toni), hijo de Gaetano Carollo, miembro de la familia mafiosa resuttana, y quien fuera asesinado en 1987 en Liscate, región de Lombardía.
Junto a numerosos incidentes de narcotráfico, las investigaciones determinaron una intensa actividad por parte del grupo siciliano, que según la acusación se realizó con la colaboración de los empresarios Sergio Coraglia y Gaetano Nobile. En efecto, para facilitar las concesiones de construcción por parte de la Municipalidad de Milán, los clanes sicilianos establecieron contactos con importantes representantes de la administración municipal, y entre ellos, el concejal de la ciudad Attilio Schemmari, el alcalde Paolo Pillitteri, y otros tres altos funcionarios, quienes fueron indagados por corrupción.
Mientras que la posición Pillitteri fue presentada al final de la investigación preliminar, el resto de los sospechosos fueron acusados y condenados después de un largo proceso de Primera Instancia, sin embargo, se anuló en 1995 por el Tribunal Supremo. Al final del nuevo juicio, los únicos condenados eran los acusados de tráfico de drogas.